# Patrick Zwaanswijk
Patrick Zwaanswijk (født 17. januar 1975) er en tidligere hollandsk fodboldspiller.